# セム語派
セム語派（セムごは）ないしセム語族（セムごぞく）は、言語学においてアフロ・アジア語族に属する言語グループである。

## 言語学における沿革
「セム語」という名称は、18世紀ドイツの歴史学者アウグスト・シュレーツァーによって、トーラーに記述されているノアの息子のセムにちなんで名づけられた。これが19世紀に発展した比較言語学研究の中で語族名に転用され、「セム語族」という用語が生まれた。
かつてはセム語族の上位にセム・ハム語族が立てられ、セム・ハム語族はインド・ヨーロッパ語族、ウラル・アルタイ語族（現在、ウラル語族とアルタイ諸語は別のグループとされている）と並ぶ世界の3大語族の一つとされていた。20世紀半ば以降、アメリカの言語学者ジョーゼフ・グリーンバーグの研究により、セム・ハム語族を構成するもう一方の語族であるハム語族の存在に疑問が生じたことから、セム・ハム語族は「アフロ・アジア語族」に置き換えられ、セム語派はその中の一語派とされた。

## 特徴
セム語に共通の特徴としては、音声的には子音の種類が多く、とくに強勢音と呼ばれる特徴的な音や咽頭音があることがあげられる。その一方で母音は少なく、アラビア語（フスハー）では a i u ā ī ū ai au のみにすぎない。音節構造は単純で CV または CVC が普通であり、子音結合には制約がある。
文法的には三子音からなる語根がきわめて特徴的で、この三子音の間の母音を交替させたり（貫通接辞）、接尾辞や接頭辞を加えたり、子音を重ねたりすることで複雑な派生を行う。
セム語に属する諸言語の間では基本的な語彙がよく一致し、そこからセム祖語が構築される。
インド・ヨーロッパ語族とは、名詞に性・格・数の区別があり、形容詞や代名詞において性・数・格の一致が見られること、動詞が数と人称で変化すること、母音交替など、類型的に顕著な類似があり、一部の語彙（数詞など）にも関係が指摘されているが、親族関係は証明されていない。
今日話されている主なセム語には、母語話者数の多い順にアラビア語、アムハラ語、ヘブライ語、ティグリニャ語、アラム語がある。それ以外にアッカド語・フェニキア語・ゲエズ語など、歴史に関係する重要な言語も多く、また旧約聖書やコーランなど宗教に関する重要な書物もある。

## 下位分類
東方セム語（アッカド語）、北西セム語（アラム語・カナン諸語・ウガリット語）、アラビア語、古代南アラビア語、エチオピア諸語、現代南アラビア語の6つの区分があることは広く認められているが、この6種類がどのような関係にあるかは、学者の間で結論の一致を見ていない。
伝統的な分類では、まずセム語を東西に分け（東セムはアッカド語のみ）、西を北西セムと南セムに、さらに南セムをアラビア語と南東セムに、南東セムを現代南アラビア諸語とエチオピア＝古代南アラビアに分けていた。
1970年代になると、ウガリット語とエブラ語が発見され、またアラビア語がもっともセム祖語に近いという従来の考えが反省されるようになった。ロバート・ヘツロンは、強勢音が咽頭化音として現れることや、動詞の活用の特徴などから、アラビア語を南セムから除き、北西セムをあわせて新たに「中央セム語」と呼んだ。
- 東セム諸語
  - アッカド語 -- 消滅
  - エブラ語 -- 消滅
- 中央セム語
  - 北西セム語
    - カナン諸語
      - フェニキア語 -- 消滅
      - ヘブライ語
      - 碑文に残る言語（モアブ語、アモン語、エドム語など）-- 消滅

    - アラム語
    - ウガリット語-- 消滅

  - アラビア語
    - 古典アラビア語（フスハー、標準アラビア語）
    - アーンミーヤ（現代口語）
- 南セム諸語
  - 東方（現代南アラビア語）
    - 東部
      - ソコトラ語
      - シャフラ語（ジッバーリ語）

    - 西部
      - マフラ語
      - ハラシース語
      - バトハリ語

    - ホビョト語

  - 西方
    - 古代南アラビア語 - 消滅。中央セム語に分類されることもある。
    - エチオピア・セム諸語
      - 北方
        - ティグリニャ語
        - ティグレ語
        - ゲエズ語 -- 消滅

      - 南方
        - 横軸?（Transverse）
          - アムハラ語
          - アルゴッバ語?（Argobba language）
          - ハラリ語（Harari language）
          - 東グラゲ語（East Gurage languages）
            - セルティ語（Silt'e language）
            - ズワイ語?（Zay language）

        - 外部?（Outer）
          - ソッド語（w:Soddo language）
          - ムヘル語?（w:Muher language）
          - 西グラゲ語（West Gurage languages）
            - マスカン語?（w:Masqan language）
            - セバト・ベト・グラゲ語?（w:Sebat Bet Gurage language）
            - イノル語?（w:Inor language）